# 毒理學及產業健康
《毒理學及產業健康》（Toxicology and Industrial Health）是一份1985年起發行的公共衞生期刊。該期刊每年出版10次，內容包括環境健康、職業健康和毒理學。現時，期刊的主編是查尔斯河实验室的Alan M. Hoberman。據2014年發佈的期刊引證報告指，《毒理學及產業健康》的影響因子是1.859，在50份「健康、毒理學、誘變」學術期刊中排名第37。

## 資料來源
1. ↑  .   [2014-05-07]. （原始内容存档于2020-07-13）.

## 外部連結
- 官方网站